# MARIKO KOUDA Presents GM CD II 〜みんなのGM 10th Anniversary〜
『 MARIKO KOUDA Presents GM CD II 〜みんなのGM 10th Anniversary〜』（まりここうだぷれぜんつじーえむしーでぃーつーみんなのじーえむてんすあにばーさりー）は、國府田マリ子のコンピレーション・アルバム。2003年10月1日にキングレコードより発売された。

## 解説
國府田マリ子パーソナリティのラジオ番組『國府田マリ子のGM』のCD化第2弾。放送10周年を記念してCD化したもの。
「Horizon」のセルフ・カヴァー「Horizon 2003」、番組で使用されている音素材、リスナーが作成したジングルや國府田のトークなどが収録されている。
CD発売記念イベントが東京と大阪で開催され、大阪ではイベントと同時に公開生放送も行われ自身の結婚を報告した。

## 収録曲
1. オープニング
2. 提供クレジット
3. CM1 (GM+キングレコード)
4. 世界のスタジオから ~うひうひGM列島~
5. 音素材 of GM1 「声優グランプリクラブ」 テーマ曲
6. 音素材 of GM2 「サウンドコンシャス」 テーマ曲
7. 音素材 of GM3 「10周年記念ジングル集」
8. 音素材 of GM4 「10周年記念ジングル集」
9. 音素材 of GM5 「10周年記念ジングル集」
10. 音素材 of GM6 「10周年記念ジングル集」
11. 音素材 of GM7 「10周年記念ジングル集」
12. 音素材 of GM8 「10周年記念ジングル集」
13. 音素材 of GM9 「10周年記念ジングル集」
14. 音素材 of GM10 「10周年記念ジングル集」
15. 音素材 of GM11 「10周年記念ジングル集」
16. 音素材 of GM12 「10周年記念ジングル集」
17. 音素材 of GM13 「10周年記念ジングル集」
18. 音素材 of GM14 「10周年記念ジングル集」
19. 音素材 of GM15 「10周年記念ジングル集」
20. CM2 (青二プロダクション+ラジオ大阪)
21. サウンドコンシャス GM CDオリジナル
22. Horizon 2003
  - 作詞：國府田マリ子、作曲：ながつきまろん、編曲：井上うに